# 哈南·艾特·哈吉
哈南·艾特·哈吉（阿拉伯語：حنان أيت الحاج；1994年11月2日—），摩洛哥女子足球运动员，司职后卫，目前效力于巴伦西亚足球俱乐部和摩洛哥国家女子足球队。她曾代表摩洛哥参加2022年非洲女子世界杯和2023年国际足联女子世界杯等多场国际赛事。